# Odo (Star Trek)

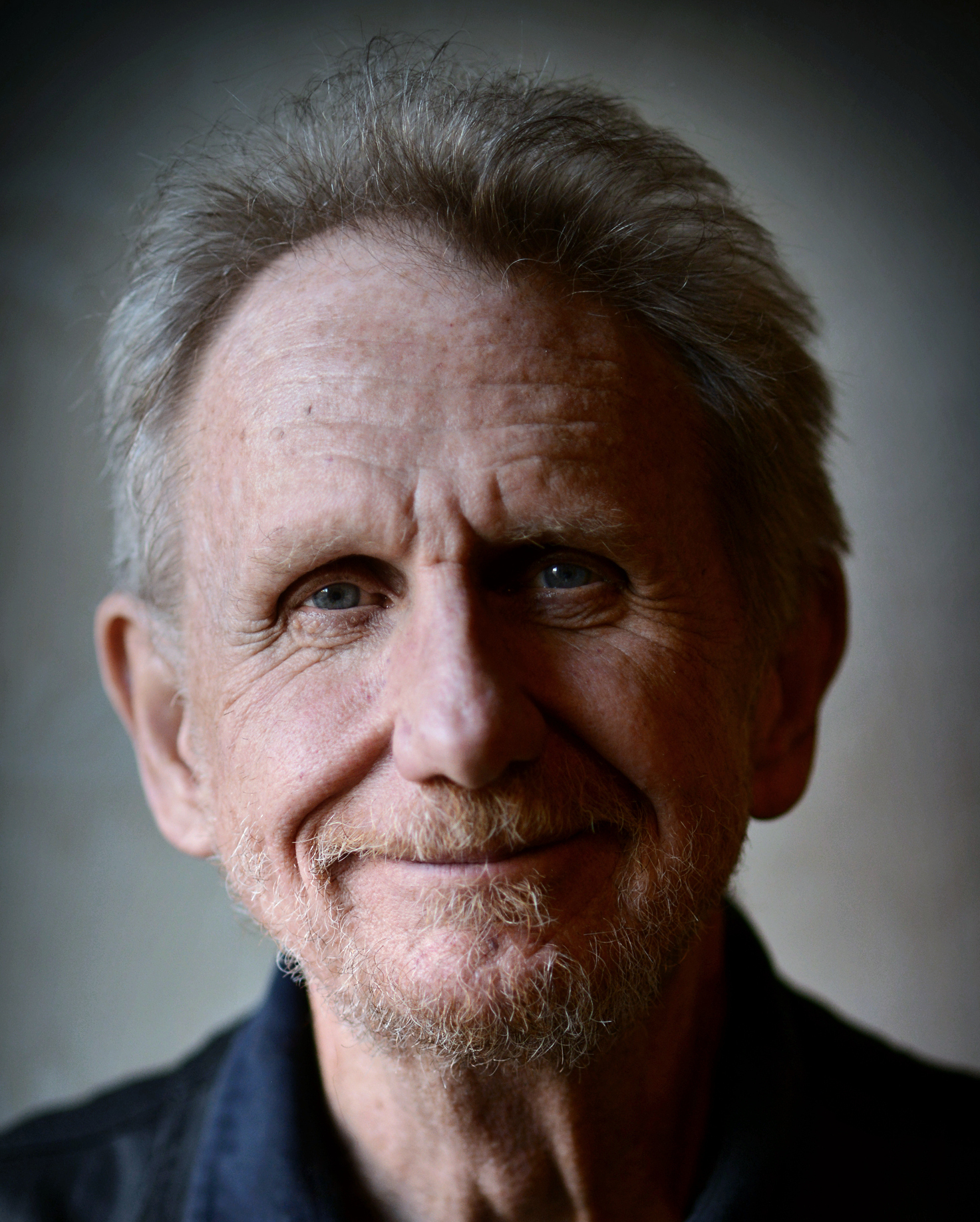
Aktor René Auberjonois grający Odo

Odo – fikcyjna postać z serialu Star Trek: Stacja kosmiczna. Przedstawiciel rasy Zmiennokształnych. W postać tę wcielił się René Auberjonois.

## Życiorys
Konstabl Odo to jedna z głównych postaci serialu. Odo należy do rasy Zmiennokształnych, którzy są założycielami Dominium, potężnego imperium w kwadrancie Gamma. W przeszłości założyciele wysłali w przestrzeń kosmiczną kilkuset młodych przedstawicieli swojej rasy, by dzięki nim poznać odległe zakątki galaktyki. Odo był jednym z wysłanych. Został odnaleziony przez Kardasjan w Pasie Denoriusa i został oddany do laboratorium bajorańskiego naukowca dr Mora Pol. To on nadał mu imię, które w pełnej wersji brzmi „Odo Ital”. Od tego powstała krótsza wersja Odo. W wolnym tłumaczeniu jego imię oznacza „nic”. Z czasem Odo nauczył się imitować humanoidalny wygląd i odszedł z laboratorium doktora Mary Pola. Kardasjanie zaproponowali mu przejęcie funkcji szefa ochrony promenady na orbitującej wokół Bajor stacji Terok Nor. Po wycofaniu się Kardasjan z Bajor, Odo pozostał na stacji dowodzonej teraz przez oficera Gwiezdnej Floty komandora Benjamina Sisko. Sisko pozostawił go na stanowisku szefa ochrony stacji, która teraz znajdowała się tuż przy wejściu do korytarza podprzestrzennego między kwadrantem Alfa a Gamma. W 2371 roku w czasie misji zwiadowczej federacji w poszukiwaniu przywódców Dominium, Odo dowiaduje się o swoim pochodzeniu i poznaje członków swej rasy. Są oni paranoidalnymi zmiennymi, którzy w przeciągu tysiącleci stworzyli ogromne imperium, które inkorporowało wiele światów i ras kwadrantu Gamma. Zmienni zaproponowali Odo aby ten zajął przynależne sobie miejsce we wspólnocie, on jednak odmówił.
Do wybuchu wojny Federacji z Dominium, Odo pełni służbę na stacji DS9 jako szef ochrony i zachowując lojalność wobec Floty Gwiezdnej i Bajoran. W tym samym czasie coraz silniej budzi się w nim romantyczne uczucie względem major Kiry. Odo staje się pierwszym zmiennym, który zabija członka swojej rasy, zostaje za to ukarany przez Wielkie Łącze odebraniem mu możliwości zmiany postaci. To powoduje, że Odo traci chęć do pracy i wszystko staje mu się obojętne. Pod przymusem bierze udział w misji na Qo'noS, która zaowocowała w następnych odcinkach końcem wojny Federacji z Imperium Klingońskim. Odo odzyskuje zdolności zmiany postaci po tym, jak umierający młody z jego gatunku ofiaruje mu swą zdolność, łącząc się z Odo.
Podczas pobytu na Ziemi w kwaterze głównej Floty Gwiezdnej Odo zostaje zainfekowany wirusem stworzonym przez Sekcję 31, który blokuje zdolności utrzymania postaci, a z czasem doprowadza do śmierci. Po wybuchu wojny Federacji z Dominium i zajęciu stacji Deep Space 9 przez Dominium i Kardasjan Odo łączy się z Założycielką, która stara się go namówić do powrotu do Wielkiego Łącza. Przez pewien czas wydaje się, że jej się udało. Odo traci zaufanie major Kiry, która planuje dywersję na stacji, w chwili kiedy flota Federacji i Klingonów będzie starała się odbić Deep Space 9. W decydującej chwili Odo przybywa z pomocą pani major i Romowi.
Po odbiciu stacji rozkwita romans Kiry i Odo. Będzie trwał aż do końca wojny, kiedy to Odo w zamian za kapitulację sił Dominium na Kardasji obieca, że powróci na planetę Zmiennych by tam zająć swoje miejsce w Wielkim Łączu.